# Kevin Bryant
Kevin Johann Bryant (Ulma, 22 agosto 1994) è un cestista tedesco con cittadinanza statunitense.